# Peenemünde
Peenemünde é uma pequena cidade da Alemanha localizada no distrito de Vorpommern-Greifswald, estado de Mecklemburgo-Pomerânia Ocidental. Peenemünde é um porto marítimo situado no litoral do Mar Báltico próximo ao estuário do rio Peene. Pertence ao Amt de Usedom-Nord.

## Geografia
Peenemünde, é a cidade mais ao Norte da ilha de Usedom, localizada ao Noroeste do município de Karlshagen, onde o rio Peene se encontra com o Mar Báltico.  

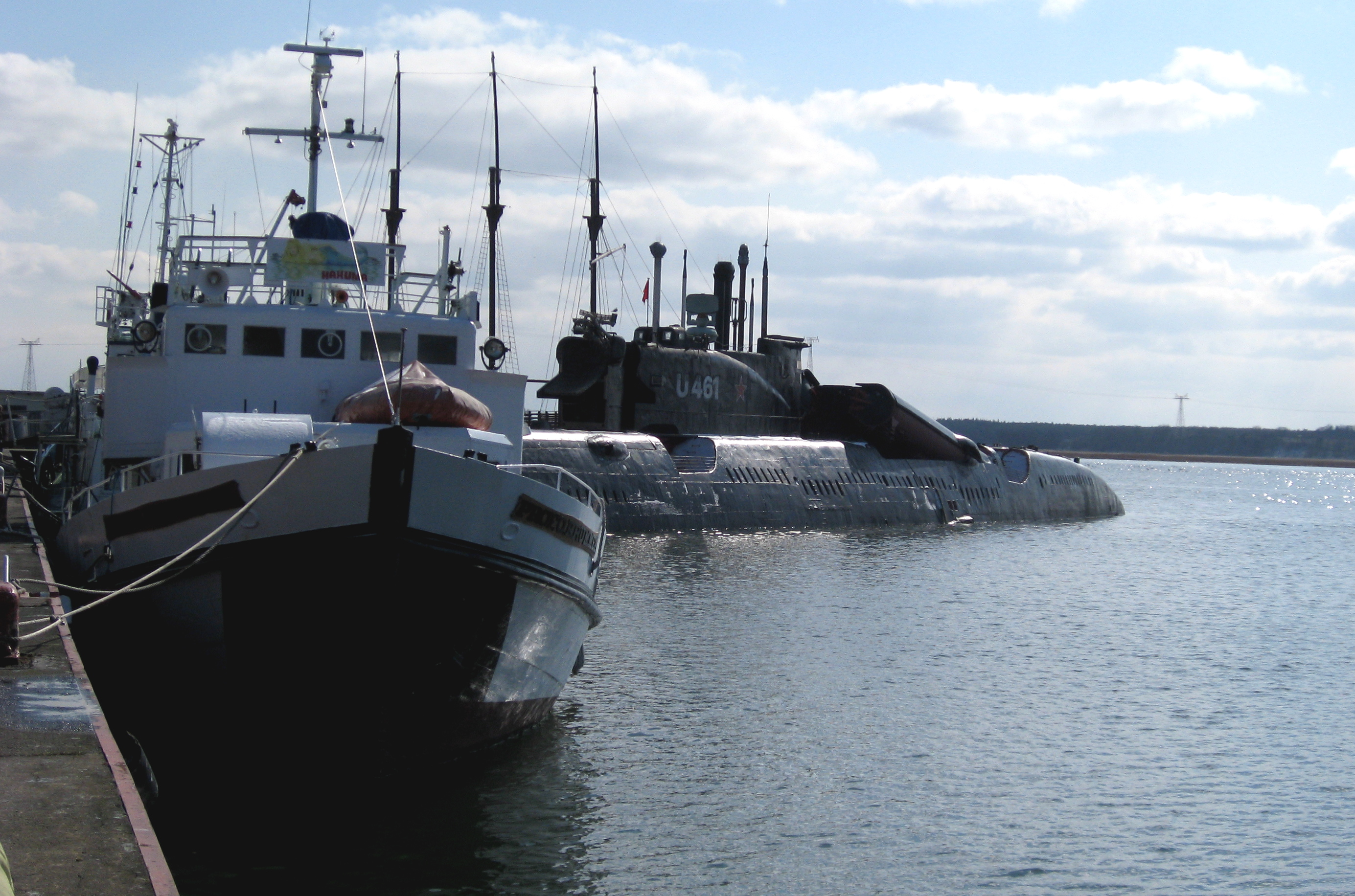
Porto de Peenemünde.

## História
A história do lugar remonta a 1282, quando um documento do duque Bogislaw IV, da Pomerânia menciona esse nome em relação ao território próximo a cidade de Wolgast. Durante a Guerra dos Trinta Anos, que terminou em 1630, o rei sueco Gustavo Adolfo II, ocupou a área com uma força de 15.000 homens.
A região passou para o domínio da Pomerânia sueca em 1648. Em 1720 passou para o domínio da Prússia. Depois da reforma administrativa de 1815, Peenemünde passou a fazer parte da Pomerânia.
No período entre 1936 e 1945, a área ficou sob o domínio das forças armadas alemãs. Primeiro o setor Leste de Peenemünde foi a sede do Centro de Pesquisas do Exército de Peenemünde (Heeresversuchsanstalt Peenemünde), onde foram desenvolvidas, testadas e fabricadas as bombas voadoras alemãs (V-1, V-2), dirigido por Walter Dornberger. Em 1937 a Força Aérea (Luftwaffe) ocupou o setor Oeste da ilha com o seu próprio campo de provas.
No período pós guerra entre 1945 e 1952, o local foi usado como base naval soviética. Em 1952 essa base foi transferida para o governo da Alemanha Oriental. Entre 1958 e 1961, foi feita uma completa reestruturação do setor Oeste com um novo aeroporto militar.
Após a unificação da Alemanha em 1993 houve uma reestruturação do uso do local. Desde 1990 o município passou ao controle do distrito "Mecklenburg-Vorpommern". Em 1994, Peenemünde passou a integrar o distrito de Ostvorpommern, e em 2011 passou a compor o distrito de Vorpommern-Greifswald.  